# Кубок Брунею з футболу 2016
Кубок Брунею з футболу 2016 — 10-й розіграш кубкового футбольного турніру у Брунеї. Титул володаря кубка здобув МС АБДБ.

## Календар
| Раунд        | Дата                 | Матчі | Клуби   |
| ------------ | -------------------- | ----- | ------- |
| Перший раунд | 7-9 жовтня 2016      | 4     | 28 → 24 |
| Другий раунд | 14 жовтня 2016       | 2     | 24 → 22 |
| Третій раунд | 16-23 жовтня 2016    | 6     | 22 → 16 |
| 1/8 фіналу   | 18-20 листопада 2016 | 8     | 16 → 8  |
| 1/4 фіналу   | 25-27 листопада 2016 | 4     | 8 → 4   |
| 1/2 фіналу   | 16 грудня 2016       | 2     | 4 → 2   |
| Фінал        | 23 грудня 2016       | 1     | 2 → 1   |

## 1/8 фіналу
| Команда 1            | Рахунок | Команда 2                |
| -------------------- | ------- | ------------------------ |
| 18 листопада 2016    |         |                          |
| Наджип Ай-Тім        | 2:1     | Сетія Пердана (2)        |
| Джерудонг            | 1:4     | Збірна Брунею (U-17) (2) |
| Віджая               | 1:5     | Індера                   |
| 19 листопада 2016    |         |                          |
| МС ПДБ               | 3:2     | Менглаїт (2)             |
| МС АБДБ              | 3:2     | Аль-Ідрус Джуніор (2)    |
| 20 листопада 2016    |         |                          |
| Лунь Баянг           | 3:4     | Іклс (2)                 |
| Кота Рейнджер        | 4:1     | Кіланас (2)              |
| Збірна Брунею (U-21) | 1:3     | Касука                   |

## 1/4 фіналу
| Команда 1                | Рахунок | Команда 2     |
| ------------------------ | ------- | ------------- |
| 25 листопада 2016        |         |               |
| Іклс (2)                 | 2:3     | Наджип Ай-Тім |
| Збірна Брунею (U-17) (2) | 1:0     | МС ПДБ        |
| 27 листопада 2016        |         |               |
| МС АБДБ                  | 1:0     | Кота Рейнджер |
| Індера                   | 3:1     | Касука        |

## 1/2 фіналу
| Команда 1      | Рахунок | Команда 2                |
| -------------- | ------- | ------------------------ |
| 16 грудня 2016 |         |                          |
| Наджип Ай-Тім  | 2:1     | Збірна Брунею (U-17) (2) |
| МС АБДБ        | 1:0     | Індера                   |

## Фінал
| Команда 1      | Рахунок | Команда 2     |
| -------------- | ------- | ------------- |
| 23 грудня 2016 |         |               |
| МС АБДБ        | 1:0     | Наджип Ай-Тім |